# Santa Claus Lane
Santa Claus Lane es un álbum de pop y a la vez álbum debut de la cantante y actriz estadounidense Hilary Duff, lanzado en 2002. Comparte su título con una calle ficticia mencionada en la canción "Here Comes Santa Claus" (1947), escrita por Gene Autry y Oakley Haldeman, y las colaboraciones de Christina Milian, Lil' Romeo y la hermana de Duff, Haylie. Christopher Thelen del periódico Daily Vault dio al álbum una opinión en general positiva, aunque la presentación de Lil 'Romeo en "Tell Me a Story" fue con posición panorámica.
"Tell Me a Story" tuvo una versión limitada como sencillo del álbum, y su video musical recibió una rotación en Disney Channel y Family. El álbum debutó en la posición 163 en US Billboard 200 y permaneció en el chart durante quince semanas, alcanzando el puesto 153. Fue certificado Oro por la RIAA por vender 500 000+ copias en Estados Unidos.

## Versión Bonus Track
Un año después de su lanzamiento, el 14 de octubre de 2003, una versión bonus track del álbum fue lanzado. Figura la canción "What Christmas Should Be" como sencillo promocional. 

## Lista de canciones
| Santa Claus Lane |                                                     |                                                                  |          |  |
| N.º              | Título                                              | Escritor(es)                                                     | Duración |  |
| 1.               | «Santa Claus Lane»                                  | Bridget Benenate, Matthew Gerrard, Jay Landers, Charlie Midnight | 2:43     |  |
| 2.               | «Santa Claus Is Coming To Town»                     | John Frederick Coots, Haven Gillespie                            | 3:36     |  |
| 3.               | «I Heard Santa On The Radio» (ft. Christina Milian) | Midnight, Hamm                                                   | 4:02     |  |
| 4.               | «Jingle Bell Rock»                                  | Joe Beal, Jim Boothe                                             | 2:48     |  |
| 5.               | «When The Snow Comes Down In Tinseltown»            | Midnight                                                         | 3:18     |  |
| 6.               | «Sleigh Ride»                                       | Leroy Anderson, Mitchell Parish                                  | 3:04     |  |
| 7.               | «Tell Me A Story (About The Night Before)»          | Midnight, Chico Bennett, Landers, Master P, Lil' Romeo           | 3:41     |  |
| 8.               | «Last Christmas»                                    | George Michael                                                   | 4:12     |  |
| 9.               | «Same Old Christmas» (ft. Haylie Duff)              | Midnight, Marc Swersky                                           | 3:17     |  |
| 10.              | «Wonderful Christmastime»                           | Paul McCartney                                                   | 2:54     |  |
| 33:32            |                                                     |                                                                  |          |  |

| Re-edición 2003 |                            |                                   |          |  |
| N.º             | Título                     | Escritor(es)                      | Duración |  |
| 1.              | «What Christmas Should Be» | Charlie Midnight, Matthew Gerrard | 3:13     |  |

## Posicionamiento
| Listas                         | Posición |
| ------------------------------ | -------- |
| Japanese Oricon Top Album      | 134      |
| U.S. Billboard 200             | 153      |
| U.S. Billboard Top Heatseekers | 2        |
| U.S. Billboard Top Kids Albums | 2        |